# Trojanów (powiat Garwoliński)
Trojanów is een dorp in het Poolse woiwodschap mazowieckie, in het district Garwoliński. De plaats maakt deel uit van de gemeente Trojanów.